# Identification des aéronefs de l'US Air Force

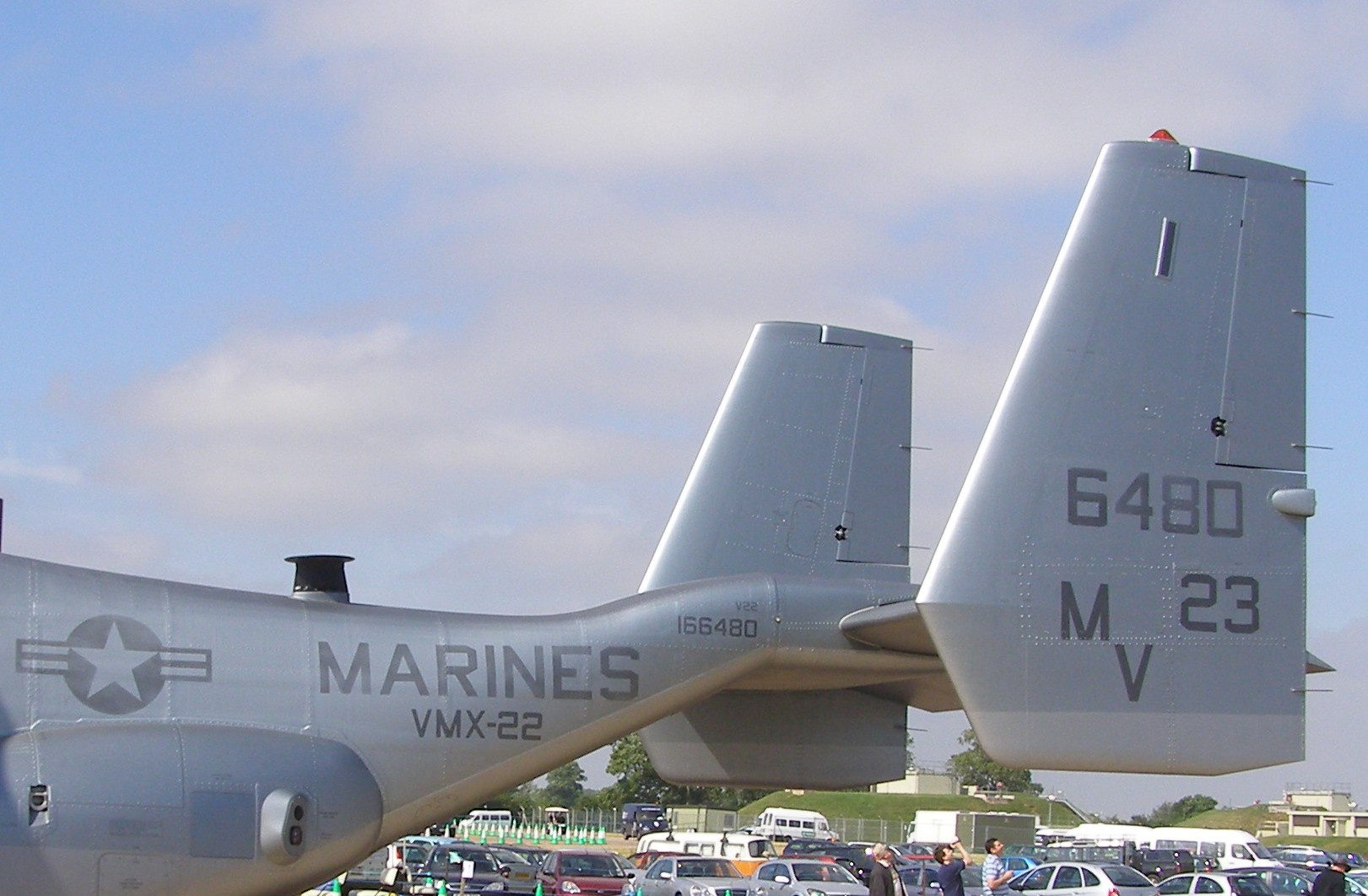
Numéros d'identification sur l'empennage d'un Boeing-Bell V-22 Osprey de l'US Air Force.

Depuis 1908, année d'achat du premier aéronef militaire aux États-Unis, les avions militaires américains reçoivent un numéro matricule individuel, ou aircraft serial number, le plus souvent abrégé en serial. Contrairement à l'US Navy, l'US Army n'a modifié qu'une seule fois son système d'immatriculation des aéronefs. Les règles établies en 1921 sont donc toujours d'actualité.

## Premier système d'identification
Créée le 1er août 1907, la Division Aéronautique de l'Armée des États-Unis (Aeronautical Division of the United States Army Signal Corps) a acheté en 1908 un biplan Wright Model A qui a reçu le n° 1. Les appareils achetés ensuite ont été numérotés en fonction de leur ordre d'acquisition. Ce système comportait de nombreuses exceptions (avions reconstruits après accident ou modification recevant un nouveau serial number, séries spéciales pour les hydravions (Série 200), les appareils expérimentaux... Il resta en vigueur jusqu'au 30 juin 1921, le serial le plus élevé attribué étant le n° 69592 si l'on excepte les serials 94022/94112 attribués entre 1919 et 1921 a des appareils expérimentaux.

## Le système actuel
L'USAAS, qui avait vu le jour le 14 mai 1918 mit en place un nouveau système au début de l'année fiscale 1922. L'identification individuelle de chaque aéronef comportait désormais deux chiffres correspondant à l'année fiscale au titre de laquelle l'appareil était commandé, un tiret, et un chiffre correspondant à la séquence numérique de la commande dans l'année fiscale. Ainsi le Douglas XC-32 serial 36-1 n'est pas le premier avion acheté en 1936 mais le premier avion acheté au titre de l'année fiscale 1936. Ce système est entré en application le 1er juillet 1921, premier jour de l'année fiscale 1922. C'est toujours le système utilisé aujourd'hui.
À partir de l'année fiscale 1948 trois chiffres furent exigés pour identifier les 99 premiers appareils (48-001 à 48-099 au lieu de 48-1 à 48-99), règle portée à quatre chiffres à partir de 1958 (58-0001 et la suite).
Au cours des années 1950 et 1960 les missiles et autres engins non pilotés de l'USAF ont également reçu un serial number.
Au cours des années 1950 subsistaient un grand nombre d'avions mis en service durant la Seconde Guerre mondiale. Pour éviter toute confusion de lecture dans les serial numbers peints sur les appareils, il fut décidé d'ajouter un zéro suivi d'un tiret (Exemple: le VC-47D 43-49260 portait le serial '0-49260' peint sur la dérive en 1954). En fait cette pratique ne fut pas généralisée, ce qui complique souvent l'identification des appareils, et prêtait à confusion avec la lettre "O" pour Obsolète (Périmé). Elle a été supprimée officiellement le 24 avril 1972.  

### Exceptions
- Les appareils commandés au titre du Pret Bail durant la Seconde Guerre mondiale ou d'un Plan d'Aide Militaire se voient attribuer un serial pour raisons administratives, même s'ils ne sont jamais pris en compte par les forces armées américaines.

- Durant la Seconde Guerre mondiale l'United States Army Air Force a utilisé des appareils cédés par les Britanniques sans leur attribuer de serial particulier. Ces appareils ont donc conservé en opérations leurs identifications d'origine.

- Certains appareils ayant fait l'objet de modifications majeures, soit pour les moderniser soit pour changer la mission de base pour laquelle ils étaient conçus, se sont vu attribuer un nouveau serial number. C'est en particulier le cas des 900 C-45G/H reconditionnés par Beechcraft durant les années 1950.

- Les aéronefs transférés de façon définitive de l'US Navy à l'Air Force semblent échapper à toute règle. Certains ont reçu un serial obtenu en les ajoutant à la séquence de l'année fiscale de transfert, d'autres en créant une série supplémentaire dans l'année fiscale correspondant à la date d'achat par l'US Navy où en combinant le Bureau Number d'origine et l'année fiscale d'achat par la Navy (Douglas A-1E Skyraider BuNo 132890 devenu Douglas A-1 52-132890).

- Les appareils obtenus sur le marché civil (achat ou saisie) échappent également à toute règle.

- Les avions affectés au transport du Président des États-Unis.

- Pour des raisons de confidentialité, certains appareils « sensibles » font l'objet d'une numérotation atypique.